# Liste der Kulturgüter in Zielebach
Die Liste der Kulturgüter in Zielebach enthält alle Objekte in der Gemeinde Zielebach im Kanton Bern, die gemäss der Haager Konvention zum Schutz von Kulturgut bei bewaffneten Konflikten, dem Bundesgesetz vom 20. Juni 2014 über den Schutz der Kulturgüter bei bewaffneten Konflikten sowie der Verordnung vom 29. Oktober 2014 über den Schutz der Kulturgüter bei bewaffneten Konflikten unter Schutz stehen.
Es sind weder A-Objekte noch B-Objekte auf dem Gemeindegebiet ausgewiesen, Objekte der Kategorie C fehlen zurzeit (Stand: 9. Mai 2024). Unter übrige Baudenkmäler sind Objekte zu finden, die im Bauinventar des Kantons Bern als «schützenswert» verzeichnet sind.

## Übrige Baudenkmäler
Hinweis: Als Objekt-Identifikator (ID) wird die Grundstücksnummer verwendet. 
| ID       | Foto |                                                                             | Objekt                                | Typ | Standort                                | Beschreibung                                                                                 |
| -------- | ---- | --------------------------------------------------------------------------- | ------------------------------------- | --- | --------------------------------------- | -------------------------------------------------------------------------------------------- |
| 29       | ja   | Datei hochladen · Wikidata zu Schachen-Brücke - Teil Zielebach (Q125860770) | Brücke (1922)                         | G   | Schache N.N. 609113 / 224116            | Das Objekt liegt hälftig auf Gemeindegebiet von Zielebach (ID 29) und Bätterkinden (ID 112). |
| 38       | BW   | Datei hochladen                                                             | Bauernhaus (1910)                     | G   | Oberdorfstrasse 5 610517 / 222935       |                                                                                              |
| 44       | ja   | Datei hochladen · Wikidata zu Wohnhaus (1921) (Q114580479)                  | Wohnhaus (1921)                       | G   | Dorfstrasse 21 610370 / 223114          |                                                                                              |
| 52       | BW   | Datei hochladen                                                             | Speicher (1763)                       | G   | Dorfstrasse 4b 610095 / 222992          |                                                                                              |
| 64       | BW   | Datei hochladen                                                             | Bauernhaus (um 1600)                  | G   | Dorfstrasse 23 610430 / 223131          |                                                                                              |
| 64       | ja   | Datei hochladen · Wikidata zu Doppelspeicher (1778) (Q114580999)            | Doppelspeicher (1778)                 | G   | Dorfstrasse 23a 610390 / 223112         |                                                                                              |
| 65       | ja   | Datei hochladen · Wikidata zu Ofenhaus (um 1850) (Q114582131)               | Ofenhaus (um 1850)                    | G   | Dorfstrasse 1a 610074 / 223092          |                                                                                              |
| 65       | ja   | Datei hochladen · Wikidata zu Speicher (2. Hälfte 18. Jh.) (Q115581012)     | Speicher (2. Hälfte 18. Jh.)          | G   | Dorfstrasse 2a 610017 / 223072          |                                                                                              |
| 66       | BW   | Datei hochladen                                                             | Bauernhaus (1600)                     | G   | Schulhausstrasse 5 610170 / 222976      |                                                                                              |
| 100      | BW   | Datei hochladen                                                             | Speicher (1752)                       | G   | Dorfstrasse 35a 610523 / 223182         |                                                                                              |
| 110; 128 | BW   | Datei hochladen                                                             | Ehemaliges Ofenhaus (um 1810/20)      | G   | Schulhausstrasse 1b, 1c 610156 / 223016 |                                                                                              |
| 128      | ja   | Datei hochladen · Wikidata zu Ehemalige Schmiede (Q115581472)               | Ehemalige Schmiede (1786)             | G   | Schulhausstrasse 2 610128 / 223044      |                                                                                              |
| 134      | ja   | Datei hochladen                                                             | Stöckli (1808)                        | G   | Oberdorfstrasse 12 610464 / 222980      |                                                                                              |
| 223      | BW   | Datei hochladen                                                             | Speicher (1703)                       | G   | Oberdorfstrasse 2a 610445 / 223073      |                                                                                              |
| 224      | ja   | Datei hochladen                                                             | Speicher (1784)                       | G   | Oberdorfstrasse 8a 610465 / 223046      |                                                                                              |
| 237      | ja   | Datei hochladen                                                             | Stöckli (1850)                        | G   | Oberdorfstrasse 1 610486 / 223045       |                                                                                              |
| 258      | ja   | Datei hochladen                                                             | Ehemaliges Doppelbauernhaus (18. Jh.) | G   | Dorfstrasse 26 610483 / 223074          |                                                                                              |
| 259      | ja   | Datei hochladen                                                             | Stöckli (1829)                        | G   | Weidstrasse 19 610398 / 222978          |                                                                                              |

Hinweis zur Legende: Anstelle der KGS-Nummer wird als Objekt-Identifikator (ID) die Grundstücksnummer verwendet.